# 57th Street (Manhattan)

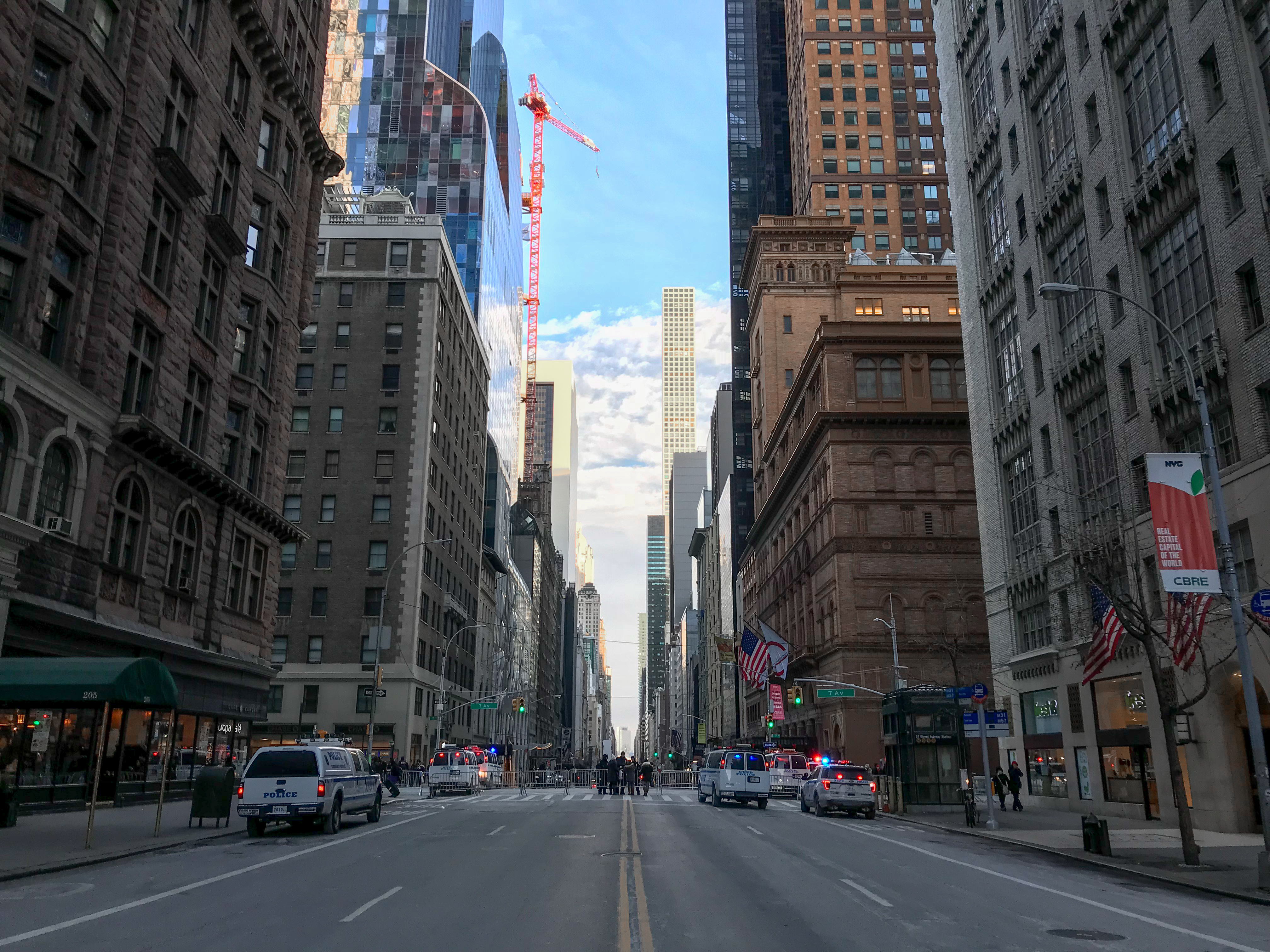
Blick nach Osten im Jahr 2017

Die 57th Street ist eine von West nach Ost verlaufende Straße im Stadtbezirk Manhattan in New York City. Sie zählt zu den in beide Richtungen verkehrende Hauptverkehrsstraßen und wird von der Fifth Avenue in West 57th und East 57th Street getrennt. Die Straße führt im Norden von Midtown Manhattan von den Docks am Hudson River bis zum Sutton Place Park am East River. Zwischen der Fifth und Eighth Avenue liegt sie zwei Blocks südlich des Central Parks. Die 57th Street ist bekannt für Kunstgalerien, exklusive Wohnhäuser, Restaurants und Bürogebäude.

## Verlauf von West nach Ost

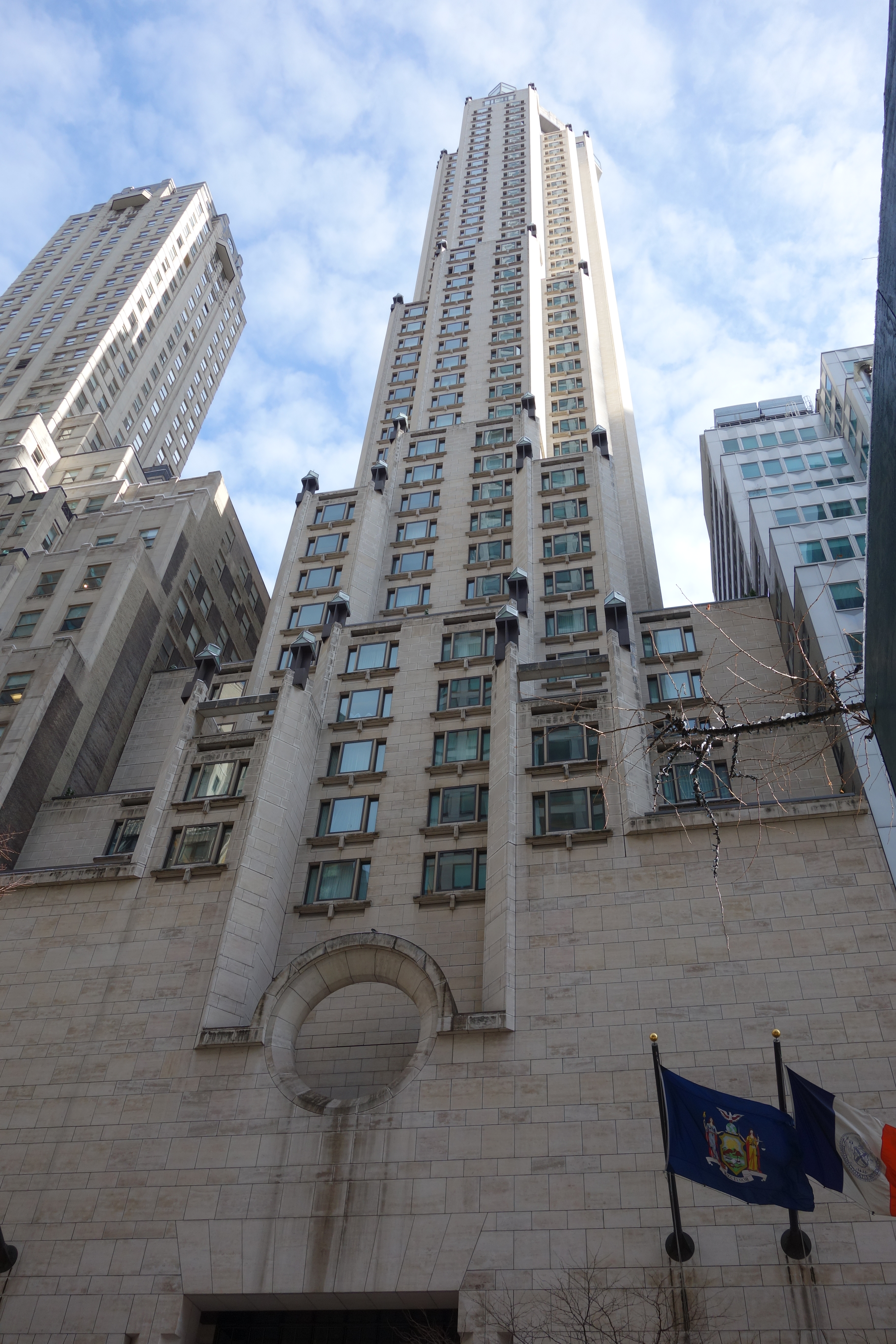
Four Saison Hotel

Auf ihren drei Kilometern durchquert die 57th Street die Stadtteile Hell’s Kitchen (Midtown West), Midtown Manhattan und Turtle Bay. Im Westen beginnt sie an der 12th Avenue bzw. am West Side Highway am Ufer des Hudson River, wo auch das Wohnhochhaus VIA 57 West steht und wird bis zur Tenth Avenue von kleinen Industriegebäuden, Wohnhäusern und Autohändlern gesäumt. Es folgt das CBS Broadcast Center, dessen Adresse in den späteren 1980er Jahren für die CBS-Serie „West 57th“ genutzt wurde.
Von der 10th Avenue zur Eighth Avenue folgen höhere Wohngebäude und Hotels (wie das Le Parker Meridien) sowie zahlreiche bekannte Restaurants wie etwa der Russian Tea Room. Zwischen der Seventh Avenue und der Sixth Avenue folgen die Büros zahlreicher Magazine, wie etwa The Economist. Der Straße weiter folgend trifft man auf die Carnegie Hall und auf Höhe des Metropolitan Tower mündet die Fußgängerzone 6½ Avenue in die 57th Street.
Östlich der Sixth Avenue befinden sich elegante und teure Geschäfte wie z. B. Van Cleef and Arpels, Tiffany und Bergdorf Goodman. Die Grundstücke an den Ecken der 57th Street mit der Fifth Avenue und der Madison Avenue zählen zu den teuersten der Welt. In dem durch die Madison Avenue, der 56th Street, der 57th Street und die Park Avenue begrenzten Block steht der Wolkenkratzer 432 Park Avenue, der 2014 weltweit als erstes reines Wohnhochhaus mit 425 m eine Höhe von als 400 Meter erreichte. Es ist mit Stand 2022 das fünfthöchste Gebäude der Stadt. Dieses und weitere, später entstandene Wolkenkratzer an und nahe der 57th Street, darunter der Central Park Tower, werden zusammen als Billionaires’ Row bezeichnet. Im weiteren Verlauf setzen sich Geschäfte bis zur Ecke an der Third Avenue fort. Es folgen anschließend bis zur Straße Sutton Place und dem Sutton Park am East River, wo die Straße endet, exklusive Wohnblöcke mit von Portiers besetzten Eingangshallen.

## Bauwerke

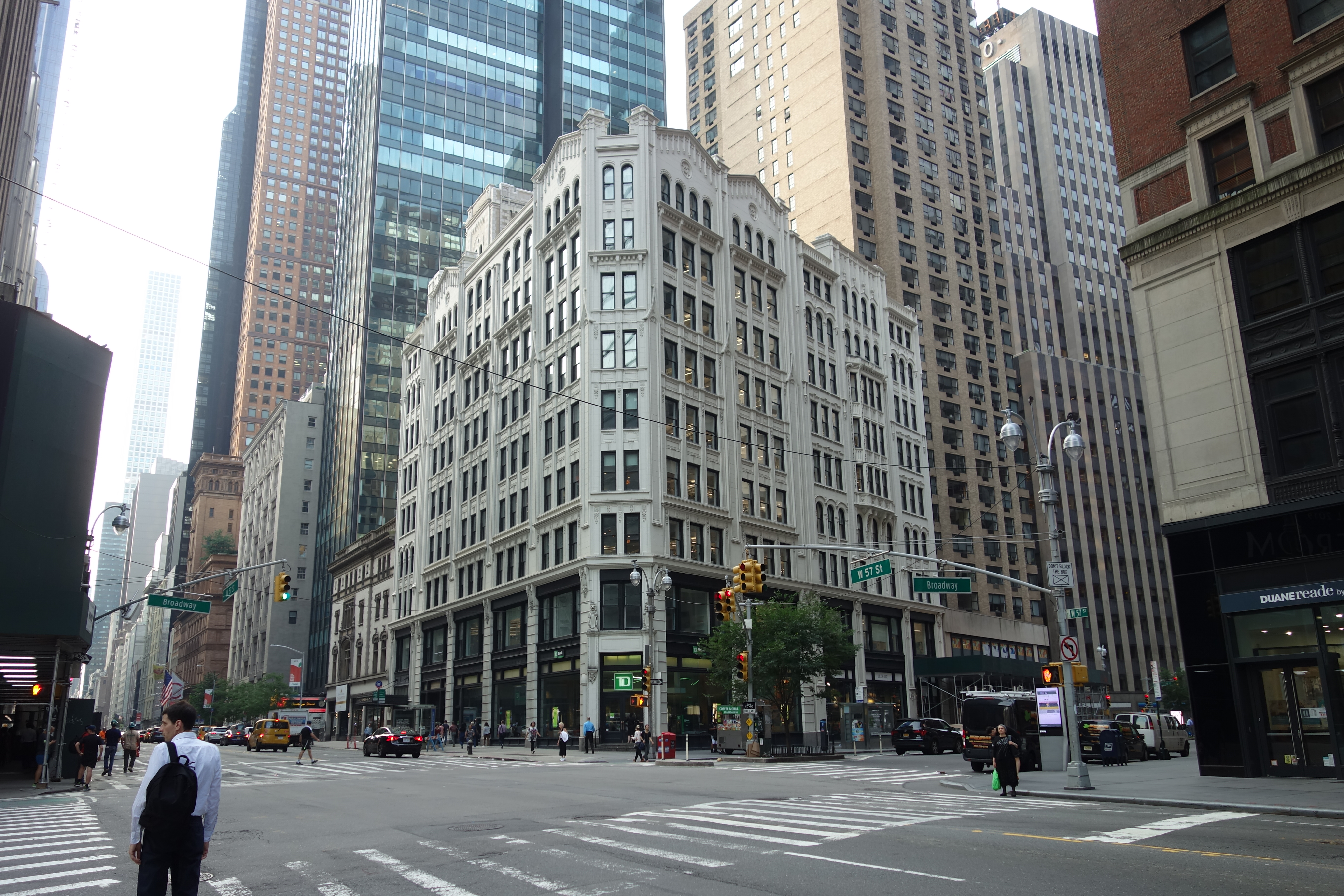
57th Street/Broadway

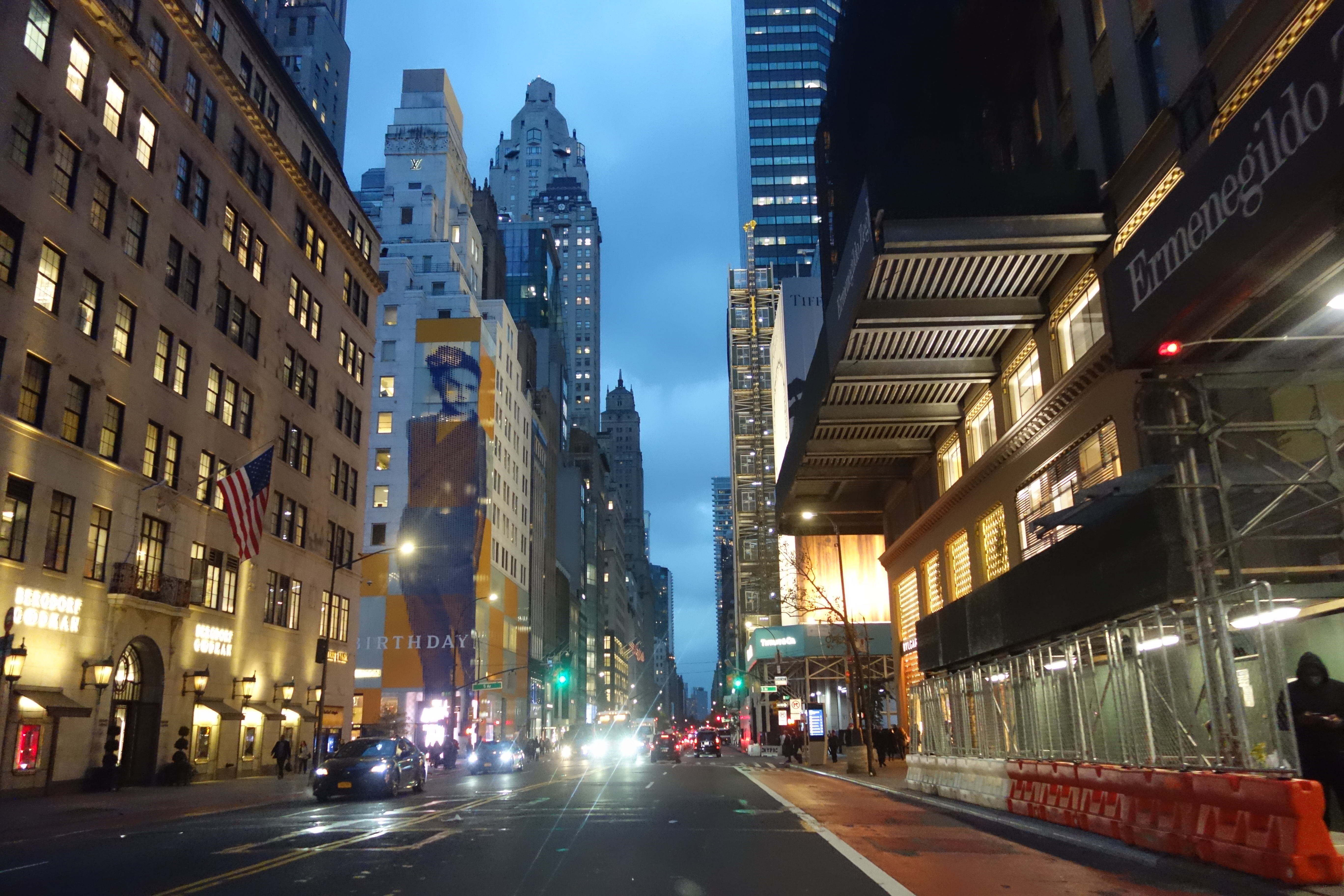
57th Street/Fifth Avenue mit den Geschäften Bergdorf Goodman, Louis Vuitton, Bvlgari und Tiffany

Die 57th Street wird von einer Reihe bemerkenswerter Wohn- und Bürohochhäuser gesäumt.
- VIA 57 West
- Central Park Place
- Hearst Tower
- Central Park Tower
- One57
- Carnegie Hall Tower
- 111 West 57th Street (Steinway Tower)
- Solow Building
- Trump Tower
- Four Seasons Hotel New York
- 432 Park Avenue
- 252 East 57th Street

## Sehenswertes

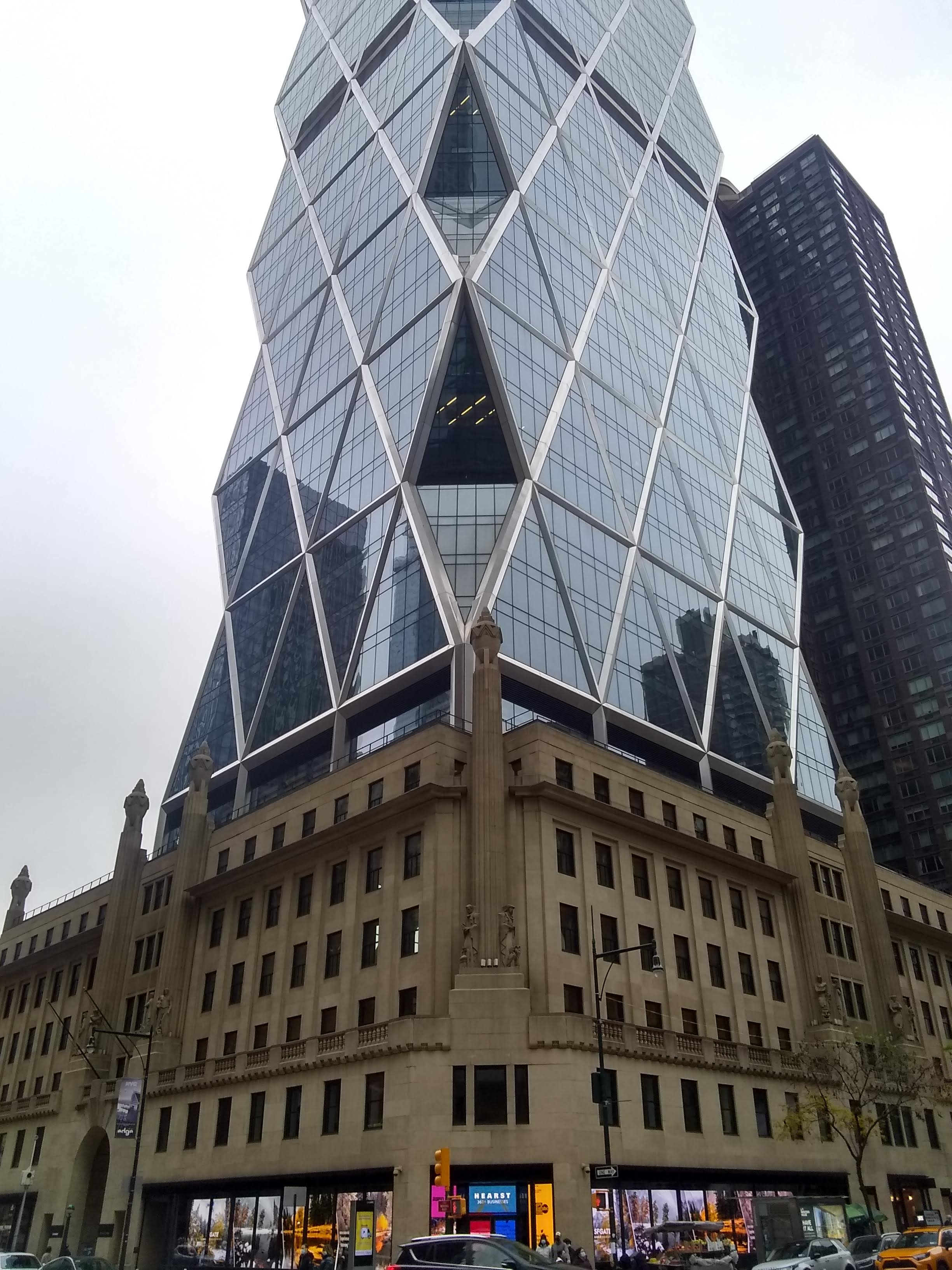
Hearst Tower Ecke 57th/Eighth Avenue

- Four Seasons Hotel zwischen Madison und Park Avenues
- Fuller Building  auf der Madison Avenue (beinhaltet viele Kunstgalerien)
- Tourneau TimeMachine (Flagship store) auf der Madison Avenue
- Tiffany & Co. auf der Fifth Avenue
- Bergdorf Goodman auf der Fifth Avenue
- Ascot Chang auf der Fifth Avenue
- ehemals Steinway Hall auf der Sixth Avenue
- Carnegie Hall auf der Seventh Avenue
- Art Students League of New York zwischen Seventh Avenue und Broadway
- Russian Tea Room, östlich der Carnegie Hall
- Hearst Tower auf der Eighth Avenue
- CBS Broadcast Center, von der Tenth zur Eleventh Avenues
- International Flavors & Fragrances, zwischen der Tenth und der Eleventh Avenues

## Shopping

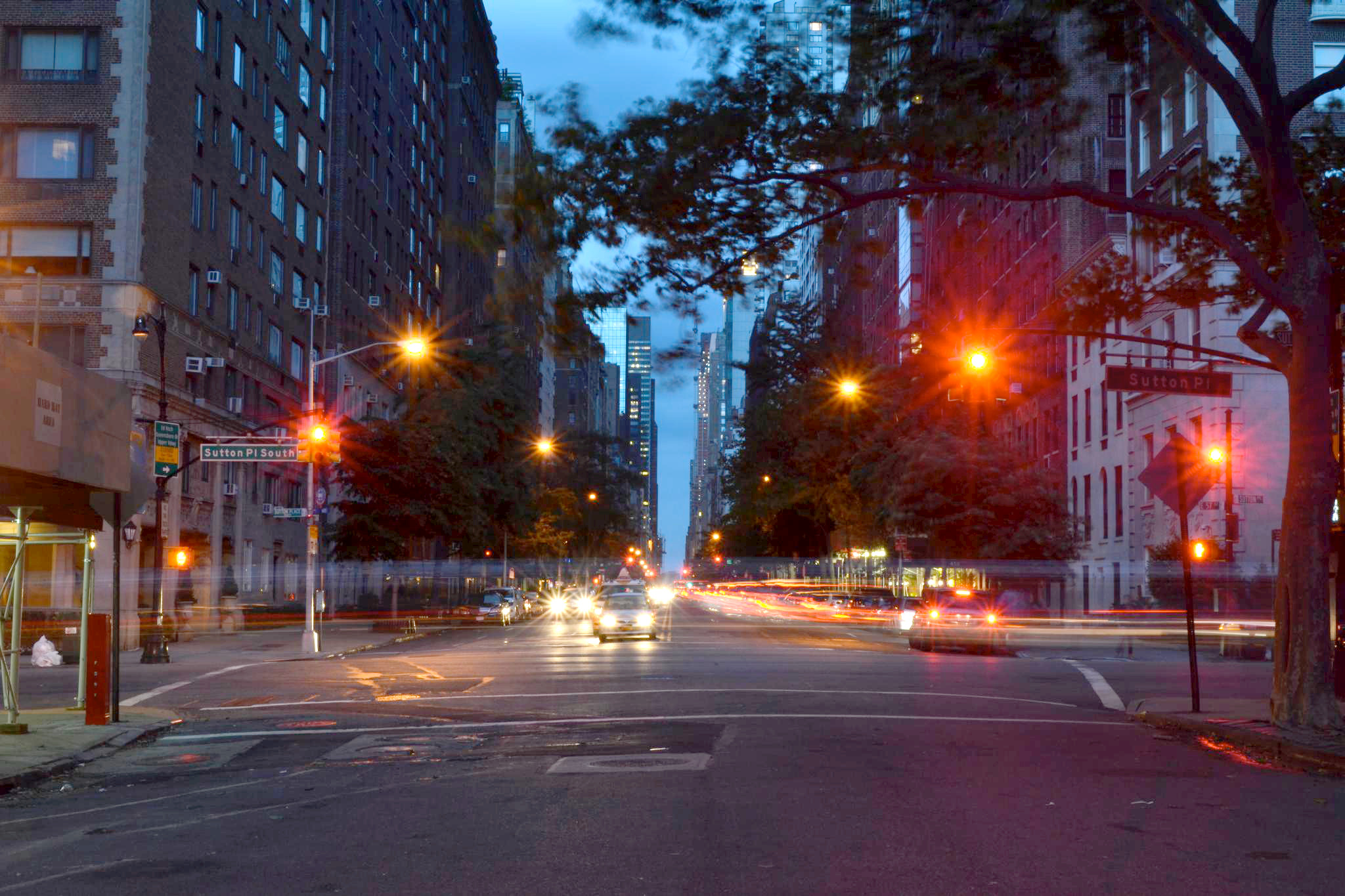
57th Street und Sutton Place nahe dem East River

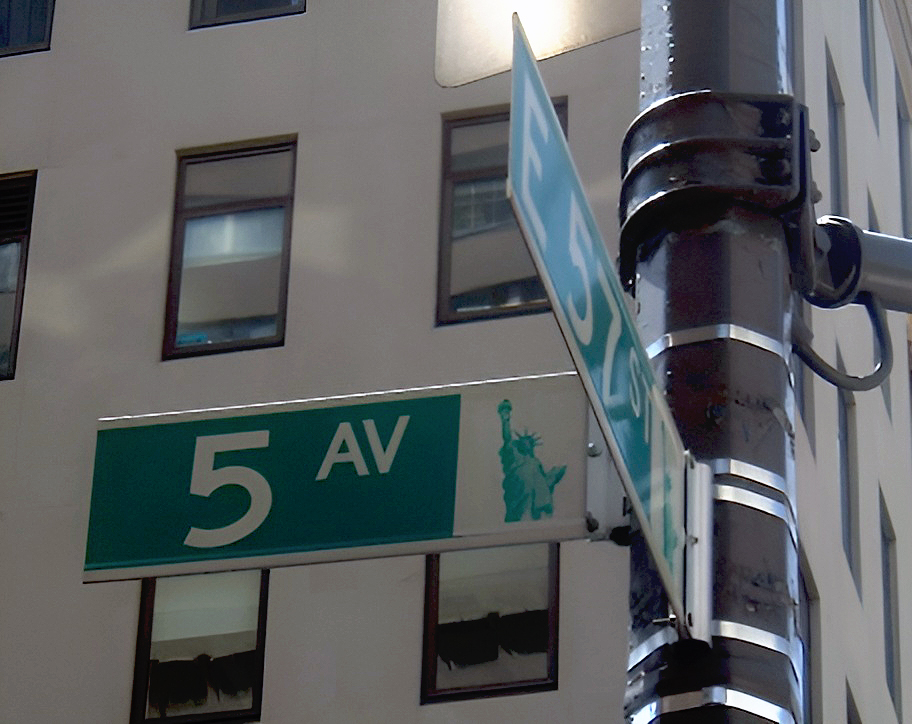
Straßenschild 5 Av / E 57th

Zwischen Sixth Avenue und Park Avenue befinden sich folgende Geschäfte:
- Bergdorf Goodman
- Brioni
- Burberry
- Bvlgari
- Chanel
- Coach, Inc.
- Dior Homme
- Christian Dior
- Christian Lacroix
- Jacob & Co
- Miu Miu
- Montblanc
- Prada
- Rizzoli Bookstore
- Yves Saint Laurent
- Tiffany & Co.
- Tourneau
- Turnbull & Asser
- Van Cleef & Arpels
- Louis Vuitton